# Martin Vetterli
Martin Vetterli (Soletta, 4 ottobre 1957) è un ingegnere svizzero. 
È l'attuale presidente dell'École Polytechnique Fédérale de Lausanne (EPFL) in Svizzera, succedendo a Patrick Aebischer. È professore di ingegneria ed è stato in precedenza presidente del Consiglio nazionale delle ricerche del Fondo nazionale svizzero per la ricerca scientifica .
Martin Vetterli ha contribuito nell'area generale dell'elaborazione del segnale digitale ed è meglio conosciuto per il suo lavoro sulle wavelet. Ha anche contribuito ad altre aree, tra cui campionamento, teoria della complessità computazionale, teoria dei segnali per le comunicazioni, l'elaborazione video digitale e la codifica congiunta sorgente/canale. Il suo lavoro ha portato a oltre 150 pubblicazioni su riviste ed a numerosi brevetti.

## Biografia
Martin Vetterli ha ricevuto la laurea in ingegneria presso l'ETH di Zurigo nel 1981, il Master presso la Stanford University nel 1982 e il dottorato di ricerca presso l'École polytechnique fédérale de Lausanne (EPFL) nel 1986.
Dopo la tesi, è stato assistente e professore associato di ingegneria elettrica alla Columbia University di New York, e nel 1993 è diventato professore presso il Dipartimento di ingegneria elettrica e informatica dell'Università della California a Berkeley.
Nel 1995 ha iniziato a lavorate all'EPFL come professore ordinario dove ha ricoperto diversi incarichi, tra cui presidente dei sistemi di comunicazione e direttore fondatore del National Competence Center in Research on Mobile Information and Communication systems (NCCR-MICS).
Dal 2004 al 2011 è stato vicepresidente dell'EPFL per gli affari internazionali e, dal 2011 al 2012, è stato preside della School of Computer and Communications Sciences.
Nel 2015 è stato eletto alla National Academy of Engineering degli Stati Uniti per i suoi contributi allo sviluppo di rappresentazioni e algoritmi tempo-frequenza nell'elaborazione e nelle comunicazioni di segnali multimediali.
Dal 2013 al 2016 è stato presidente del Consiglio nazionale delle ricerche del Fondo nazionale svizzero per la scienza, prima di essere eletto presidente dell'École Polytechnique Fédérale de Lausanne (EPFL) in Svizzera.
È anche responsabile dello sviluppo, della pubblicazione e del mantenimento di un corso online aperto sulle basi dell'elaborazione del segnale digitale. Il corso è stato offerto per la prima volta nel febbraio 2013 su Coursera e da allora è stato offerto ogni anno sul sito.